# Hudi Konec
Hudi Konec – wieś w Słowenii, w gminie Ribnica. W 2018 roku liczyła 31 mieszkańców.